# Polen-Rundfahrt 1975
Das Etappenrennen Polen-Rundfahrt 1975 führte vom 11. bis zum 21. September über zehn Tagesabschnitte. Es war die 31. Austragung der Polen-Rundfahrt. Gesamtsieger wurde Tadeusz Mytnik aus Polen.

## Teilnehmer
Am Start standen Nationalteams aus der DDR, Kuba, Polen, Schweden und der Tschechoslowakei mit je sechs Radrennfahrern sowie einige Vereinsmannschaften aus dem Gastgeberland. 98 Radrennfahrer waren am Start, 62 beendeten die Rundfahrt. Eingeladen waren auch drei professionelle Radsportteams, die aber nicht starteten.
Die DDR startete mit Bernd Drogan, Hans-Joachim Hartnick, Gerhard Lauke, Gottfried Preising, Michael Schiffner und Karl-Dietrich Diers.

## Rennen
Veranstalter war der polnische Radsportverband. Die Gesamtdistanz betrug 1.496 Kilometer, wobei es keinen Ruhetag gab. Der Start war in Warschau, Zielort war Ostrów Wielkopolski. Neben der Einzelwertung gab es eine Mannschaftswertung, eine Sprintwertung und eine Bergwertung. Der Favorit des Rennens, Ryszard Szurkowski, war vom polnischen Verband für die Rundfahrt intern gesperrt worden.

## Etappen
Prolog (Kriterium) 56 Kilometer: Sieger Tadeusz Mytnik, Polen
1. Etappe 148 km: Sieger Gerhard Lauke, DDR
2. Etappe 180 km: Sieger: Jan Raczkowsi, Polen
3. Etappe 173 km: Sieger Stanisław Boniecki, Polen
4. Etappe 147 km: Sieger Stanisław Boniecki, Polen
5. Etappe (Einzelzeitfahren) 27 km: Sieger Tadeusz Mytnik, Polen
6. Etappe 158 km: Sieger Andrzej Kaczmarek, Polen
7. Etappe 177 km: Sieger František Kališ, Tschechoslowakei
8. Etappe 150 km: Sieger Józef Kołopajło, Polen
9. Etappe 142 km: Sieger Walenty Grygianiec, Polen
10. Etappe 135 km: Sieger Zbigniew Szczepkowski, Polen

### Einzel (Gelbes Trikot)
Mytnik übernahm nach dem Einzelzeitfahren das Führungstrikot und wurde bis zum Finale der Rundfahrt von den polnischen Fahrern gegen alle Angriffe, vor allem der Fahrer des DDR-Teams, abgeschirmt. Auch ein Sturz auf der letzten Etappe verhinderte seinen Rundfahrtsieg nicht. 
| Platz | Name                  | Mannschaft | Zeit       |
| ----- | --------------------- | ---------- | ---------- |
| 1.    | Tadeusz Mytnik        | Polen      | 34:35:54 h |
| 2.    | Hans-Joachim Hartnick | DDR        | + 2:15 min |
| 3.    | Marian Majnowski      | Polen      | + 2:33 min |
| 4.    | Jan Raczkowski        | Polen      | + 4:11 min |
| 5.    | Michael Schiffner     | DDR        | + 4:40 min |
| 6.    | Stanisław Mikołajczyk | Polen      | + 7:11 min |

### Mannschaftswertung
Die Mannschaftswertung gewann die polnische Nationalmannschaft vor der polnischen Armeeauswahl. 

### Aktivster Fahrer
Sieger in dieser Sonderwertung wurde František Kališ.

### Bergwertung
Sieger der Bergwertung wurde Miroslav Sýkora.